# Rughe (fumetto)
Rughe (Rides) è un romanzo grafico del fumettista spagnolo Paco Roca. Pubblicato originariamente dall'editore francese Delcourt nel 2007, in Italia è stato introdotto dall'editore Tunué, che l'ha pubblicato nel settembre del 2008 all'interno della collana Prospero's Books.
Nel 2011 l'opera è stata adattata in un lungometraggio d'animazione, diretto da Ignacio Ferreras, dal titolo Arrugas-Rughe.

## Trama
Emilio è un anziano pensionato affetto dalla malattia di Alzheimer. La sua condizione gli rende ormai impossibile vivere accudito dai parenti e così, su decisione del figlio, viene affidato ad una clinica-casa di riposo. Lì, tra i muri che delimitano un'esistenza misera - scandita solo dai pasti, dalle medicine e dai pisolini degli ospiti - stringe amicizia con un gruppo di anziani con cui condividere il peso della malattia e della reclusione.
Un giorno, però, alcuni amici, i coniugi Modesto e Dolores, vengono spostati al piano superiore, dove alloggiano tutti gli anziani e malati che necessitano di continua assistenza: la malattia di Modesto, affetto anche lui dall'Alzheimer, è infatti degenerata e la moglie ha deciso di seguirlo. Questo avvenimento risveglia bruscamente la coscienza di Emilio, che vede nella sorte dell'amico la propria.
Inizia un difficile periodo di rifiuto della malattia, durante il quale - aiutato dall'amico Michele - cerca di negare ai medici e a se stesso le proprie condizioni. In un gesto disperato, Michele, incapace di vedere l'amico prostrato dalla malattia e ormai inesorabilmente destinato al piano degli anziani reclusi, tenta la fuga, trascinando insieme ad Emilio anche l'amica signora Antonia.
Rischiata la vita in un incidente stradale e ritornati alla clinica, Emilio viene trasferito tra i degenti assistiti. Michele, dopo giorni di vuota solitudine, decide di raggiungere l'amico per accudirlo.

## Riconoscimenti
- Mejor guion de autor español al Salón Internacional del Cómic de Barcelona 2007
- Mejor guion de historieta realista, premio Diario de Avisos di Tenerife 2008
- Miglior storia lunga, Gran Guinigi al Lucca Comics & Games 2008[1]